# Erythranthe andicola
Erythranthe andicola är en gyckelblomsväxtart som först beskrevs av Carl Sigismund Kunth, och fick sitt nu gällande namn av Guy L. Nesom. Erythranthe andicola ingår i släktet Erythranthe och familjen gyckelblomsväxter. Inga underarter finns listade i Catalogue of Life.